# Борки (Вікуловський район)
Бо́рки (рос. Борки) — присілок у складі Вікуловського району Тюменської області, Росія.
Населення — 121 особа (2010, 144 у 2002).
Національний склад станом на 2002 рік:
- росіяни — 94 %